# Proasellus maleri
Proasellus maleri är en kräftdjursart som beskrevs av Henry 1977. Proasellus maleri ingår i släktet Proasellus och familjen sötvattensgråsuggor. Inga underarter finns listade i Catalogue of Life.